# Granila
Granila là một chi bướm ngày thuộc họ Bướm nâu.